# Фарфале
Фарфале (на италиански: farfalle) са вид италианска паста, известна като паста папийонка или паста пеперуда.

## Етимология и произход
Името произлиза от италианската дума farfalle (пеперуди).
В италианския град Модена фарфале са известни като стрикети (strichetti). По-голяма вариант на фарфале се наричат „фарфалони“ (farfalloni), а по-малкият вариант – „фарфалине“ (farfalline).
Фарфале са родени през 16 век в регионите Ломбардия и Емилия-Романя в Северна Италия. 

## Видове
Фарфале се предлагат в няколко размера, но всички имат отличителната форма на папийонка. Обикновено се оформя от правоъгълник или овал от паста, като две от страните са подрязани с набраздени ръбове, а центърът е прищипан заедно, за да се получи необичайната им форма. Вариантът им с ивици е известен като farfalle rigate. Въпреки че се използват с повечето сосове, фарфале са най-подходящи за сметанови и доматени сосове. 
Освен обикновените и пълнозърнестите видове има и оцветени фарфале чрез смесването на определени съставки в тестото, което се отразява и на вкуса. Например за червен цвят се използа цвекло, за зелен – спанак, а за чено – мастило от сепия. Може да се предлага и вариант с домати. Зелените, белите и червените видове често се продават заедно спесено, което напомня цветовете на Италианския флаг.